# Tragulus nigricans
Tragulus nigricans (лат.) — вид млекопитающих из семейства оленьковые. Эндемичен для Балабака и близлежащих небольших островов (Бугсук и Рамос) к юго-западу от Палавана на Филиппинах. Традиционно его считали подвидом большого оленька (Tragulus napu). Однако в 2004 году T. nigricans был выделен из T. napu как отдельный вид из-за различий в морфологии черепа.

## Внешний вид и строение
У него черно-коричневая шерсть с белыми полосами на горле и груди. У каждого отдельного волоса есть участки разного цвета: основание обычно светлое (от белого до пепельно-коричневого), с желтовато-коричневой, оранжевой или коричневой средней частью и длинным черным кончиком. Самые яркие отметины находятся на горле: три узкие белые полосы, начинающиеся от белого пятна под подбородком и идущие вниз к груди. В резком контрасте с этими белыми полосами (и резко их обозначающими) остальная часть горла угольно-черная; у некоторых экземпляров черная окраска даже распространяется на полосы, затемняя их. Ближе к груди эти черно-белые отметины сменяет широкая коричневая полоса, пересекающая нижнюю часть горла. Сама голова обычно темнее остального тела. Широкие рыжие или бурые полосы «бровей» простираются от передних углов глаз до основания ушей. Переносица и лоб темно-коричневые, к макушке головы все больше отливающие черным. Бока головы более бурые. Голое железистое пятно на нижней стороне челюсти окаймлено белым, переходящим в белое пятно наверху горла. Его стройные ноги и выгнутая спина покрыты коричневым мехом. Темная линия проходит от каждого уха мимо глаза к носу. Хотя Tragulus nigricans традиционно считалась подвидом большого оленька, его размеры занимают промежуточное положение между размерами большого оленька и Tragulus kanchil с близлежащего острова Борнео. Измерения этого вида были постоянными на протяжении последних восьмидесяти лет исследований. В среднем длина его тела 40-50 см от головы до основания хвоста и 18 см в холке.
У самца этого вида нет рогов, как у настоящего оленя. Они используют свои крупные, похожие на бивни клыки на верхней челюсти для самообороны или территориальных боев с другими самцами.

## Поведение и экология
Это одиночное ночное животное, но иногда их встречали парами. Кормятся в основном листьями, цветами и другой растительности густого подлеска. Днем он укрывается в густых первичных и вторичных лесах. На закате уходят в мангровые заросли и на более открытые места в поисках корма. Их также видели на берегу моря.

## Размножение
Tragulus nigricans обитает в нестабильной среде обитания. Такие животные обычно достигают половой зрелости в молодом возрасте. Считается, что он становится половозрелым в 5 месяцев. Живет около 14 лет и обычно производит одного детеныша за раз. двойни рождаются крайне редко. Длительность беременности от 140 до 177 дней.

## В культуре
В филиппинском фольклоре Tragulus nigricans обычно изображается как трикстер. В сказке народа Маранао он обманом заставляет принца отказаться от мешка с золотом и столкнуться с ульем разгневанных пчел. Он изображен как умный хранитель окружающей среды, использующий свою мудрость как преимущество перед теми, кто уничтожает леса, моря и дикую природу. В связи с этим филиппинские мусульмане, особенно народ молбог на юге Палавана, считают его священным.

## Охрана
Находится под угрозой исчезновения по ряду причин, таких как браконьерство и отлов для торговли дикими животными. Охота также привела к значительному сокращению численности оставшихся особей. Мясо на островах считается деликатесом, а шкуру используют для выделки. Хотя на сегодняшний день не было сделано никаких точных оценок численности филиппинской популяции, предполагается, что она сокращается. Охотники отмечают, что их становится все труднее найти. Самая главная причина тому — потеря среды обитания. Места обитания этого зверя преобразуются в сельскохозяйственные угодья для кокосовых плантаций и других культур. Он полностью защищен филиппинским законодательством, но в основном только на бумаге.